# Huish Episcopi
Huish Episcopi is een civil parish in het bestuurlijke gebied South Somerset, in het Engelse graafschap Somerset met 2095 inwoners.